# Saxapahaw, North Carolina
Saxapahaw, North Carolina (енгл. Saxapahaw) насељено је место без административног статуса у америчкој савезној држави Северна Каролина.

## Демографија
По попису из 2010. године број становника је 1.648, што је 230 (16,2%) становника више него 2000. године.
| Група             | 2000.         | 2010.         |
| Белци             | 1.122 (79,1%) | 1.211 (73,5%) |
| Афроамериканци    | 190 (13,4%)   | 193 (11,7%)   |
| Азијати           | 6 (0,4%)      | 1 (0,1%)      |
| Хиспаноамериканци | 88 (6,2%)     | 220 (13,3%)   |
| Укупно            | 1.418         | 1.648         |